# Gerhard Nicolaas Heerkens
Gerhard Nicolaas Heerkens (Kleinemeer, 8 juli 1726 - 1801) was een Groningens hekeldichter.
Al op twaalfjarige leeftijd werd hij door zijn ouders naar het Duitse Meppen gestuurd om daar in het College der Jezuïeten Latijn te leren. In 1743 keerde hij terug in Kleinemeer (een veenkolonie in de buurt van Sappemeer), waar hij de bibliotheek van zijn vader "verslond".
Heerkens begon in Groningen aan een rechtenstudie, omdat zijn vader hem dat gebood. Hij deed er een medicijnenstudie naast die hij later voortzette in Leiden en Parijs. Daar maakte hij persoonlijk kennis met de schrijver en filosoof Voltaire, een van de belangrijkste vertegenwoordigers van de Verlichting. Ondertussen bouwde Heerkens aan een omvangrijk oeuvre.
In 1749 keerde de hekeldichter in Groningen terug, als kosmopoliet met connecties in heel West-Europa. Lang bleef hij daar niet: het grootste deel van zijn leven bracht hij door met reizen. Bekend is de gedrukte beschrijving van zijn reis naar Italië tussen 1759 en 1761, zijn enige prozawerk.
Een opmerkelijk door hem nagelaten voorwerp is te vinden in het Groninger museum. Het betreft een grafzerk die Heerkens in 1758 liet plaatsen op het graf van zijn overleden hond. Het verhaal wil dat het beest hem ooit het leven redde tijdens een vechtpartij in een Italiaanse kroeg. De grafzerk wordt door sommige historici om die reden gezien als een oprecht eerbetoon aan de viervoeter, maar het is niet uit te sluiten dat Heerkens de zijns inziens overdreven grafschriften van onbeduidende mensen op de hak wilde nemen.
De inscriptie is in het Latijn en luidt vrij vertaald: Ik, die de wateren van de Tiber, de Lyris, de Rhône en de Maas heb gedronken, die per schip, per wagen en op het snelle paard heb gereisd, die in Calabrië mijn meester voor den dolk van een dief beschermde, die met dien meester in de Corsicaanse wateren schipbreuk leed, van mij, den in de Alpen geboren hond, vermoeid van het reizen en door vele levenservaringen beproefd, rust hier het laatste overschot, 11 juli 1758.
Gerhard Nicolaas Heerkens werd begraven in Hoogezand. In 1891 werd de steen door ene C. de Boer uit Groningen geschonken aan het Groninger museum.